# Moulin du Duc
Le Moulin du Duc est une rivière du Morbihan, en France, affluent de l'Inam et sous-affluent de l'Ellé.

## Cours de la rivière
Son cours est long de 18 km (16,6 km selon le SANDRE).
Le Moulin du Duc prend sa source sur le versant sud des montagnes Noires à une altitude de 182 m à proximité du village de Kervic sur la commune de Langonnet. Son cours suit une orientation générale nord sud sans faire de grands écarts. Il se jette dans l'Inam au lieu-dit Pont-Briant à la cote 75. Il longe les territoires des communes de Gourin, Langonnet, Le Saint et Le Faouët. Sa vallée est très encaissée.

## Nom
Cette rivière doit son nom à la présence d'un moulin qui appartenait au duc de Bretagne. Les paysans non assujetties à un moulin seigneurial allaient y faire moudre leur grain. Cette rivière était appelée au XVIe siècle staer Diffrout ou staer Evrout, c'est-à-dire, en français, la rivière au courant vif (le second élément frout, torrent en français, est précédé des préfixes augmentatifs di ou dé).

## Affluents
Le SANDRE recense 12 affluents du Moulin du Duc d'une longueur égale ou supérieure à 1 km. Le plus long d'entre eux ne mesure que 3,3 km.